# Хоккейная Евролига
Хоккейная Евролига (англ. The European Hockey League) — ежегодное спортивное соревнование по хоккею с шайбой, проводимое в 1996—2000 годах под эгидой ИИХФ. Хоккейная Евролига являлась наследником Кубка Европы, который проводился с 1965 по 1997 годы. В сезоне 1996/97 параллельно с Хоккейной Евролигой проводился Кубок Европы. После 1997 года Евролига уже полностью заменила Кубок Европы. В период своего существования являлся главным трофеем в европейском хоккее. Победитель Евролиги встречался с победителем Континентального кубка в борьбе за Суперкубок. Сезон 1999/2000 по финансовым причинам стал для Хоккейной Евролиги последним.
Дважды победителем турнира являлся российский клуб «Металлург» Магнитогорск, который выиграл Хоккейная Евролигу в 1999 и 2000 годах. В 1997, 1998 и 1999 годах в финале играло московское «Динамо», но трижды потерпело поражения. Сначала оно проиграло финскому ТПС со счётом 2:5, годом позже австрийскому «Фельдкирху» — 3:5, а в 1999 году уступило магнитогорскому «Металлургу» в овертайме 1:2.

## История
В сезоне 1996/97 параллельно с Кубком Европы был проведён первый розыгрыш Хоккейной Евролиги. В первом турнире приняли участие 20 команд. Все команды были разбиты на пять групп по четыре команды в каждой. После группового этапа, где команды провели по шесть игр, восемь лучших команд вышли в четвертьфинал. Победители четвертьфиналов выходили в Финал четырёх, где и разыгрывались медали. Финал четырёх проходил в Турку, Финляндия. Победителем стал финский ТПС, обыгравший в финале московское «Динамо» со счётом 5:2. Бронзовые медали выиграла шведская «Фрёлунда», победившая в матче за третье место пражскую «Спарту» — 4:3.
На следующий год число участников возросло до 24-х. Формат соревнования изменился не сильно: на групповой стадии команды были разбиты уже на шесть групп. Финал четырёх было доверено провести Фельдкирхе, Австрия. Как и год назад победителем стала команда-хозяин. «Фельдкирх» в финале был сильнее московского «Динамо» со счётом 5:3. Бронзовые медали выиграл чешский клуб «Всетин», победивший в матче за третье место ярославское «Торпедо» — 3:1.
В сезоне 1998/1999 формат резко изменился. Вместо четвертьфиналов было разыграно ещё два квалификационных раунда. В первом 12 лучших команд групповой стадии выявляли лучшего в серии поединков дома и в гостях. Оставшиеся 6 команд проводили ещё один групповой раунд, по итогам которого четыре лучших выходили в финальный раунд. Проведение Финала четырёх было доверено Москве. Это не помогло местному «Динамо» завоевать трофей с третьей попытки. Победу праздновал магнитогорский «Металлург», вырвавший победу в дополнительное время. Этот финальный матч вошёл в историю хоккея из-за удивительного гола: за 8 секунд до окончания основного времени защитник «Динамо» Андрей Марков бросил шайбу из-за линии своих ворот, шайба пролетела всю площадку и невероятным образом проскочив под ловушкой вратаря «Металлурга» Бориса Тортунова, оказалась в сетке ворот магнитогорцев, счёт сравнялся (1:1), и таким образом игра перешла в овертайм. Бронзовые медали выиграл немецкий клуб «Айсберен Берлин», победивший в матче за третье место «Ильвес» — 4:1.
В последнем розыгрыше участвовало всего 16 команд. Формат соревнования был такой же, что и в первых двух розыгрышах. Финал четырёх проводился в Лугано. Как и год назад, победителем стал магнитогорский «Металлург», одолевший в финале пражскую «Спарту» со счётом 2:0. Бронзовые медали выиграл финский ТПС, разгромивший в матче за третье место «Лугано» — 6:1. После этого турнира было принято решение больше не проводить Хоккейную Евролигу. Это было связано с отсутствием откликов как от команд и лиг, так и от зрителей и спонсоров.

## Победители Хоккейной Евролиги
| Год       | Золото                     | Серебро       | Бронза          | Место проведения финала 4-х |
| --------- | -------------------------- | ------------- | --------------- | --------------------------- |
| 1996/1997 | ТПС (1)                    | Динамо Москва | Фрёлунда        | Турку                       |
| 1997/1998 | Фельдкирх (1)              | Динамо Москва | Всетин          | Фельдкирх                   |
| 1998/1999 | Металлург Магнитогорск (1) | Динамо Москва | Айсберен Берлин | Москва                      |
| 1999/2000 | Металлург Магнитогорск (2) | Спарта Прага  | ТПС             | Лугано                      |